# Heinz Gerd Ingenkamp
Heinz Gerd Ingenkamp (* 22. November 1938 in Krefeld) ist ein deutscher Klassischer Philologe und emeritierter Hochschullehrer in Bonn.

## Leben
Ingenkamp wurde 1966 mit der Dissertation Untersuchungen zu den pseudoplatonischen Definitionen an der Universität Bonn zum Doktor der Philosophie promoviert und nach seiner Habilitation (1970, mit der Schrift Plutarchs Schriften über die Heilung der Seele) 1971 dort zum außerplanmäßigen Professor ernannt. 1980 wurde er zum ordentlichen Professor für Klassische Philologie befördert. Am 29. Februar 2004 trat er in den Ruhestand.

## Schriften (Auswahl)
- Untersuchungen zu den pseudoplatonischen Definitionen. Wiesbaden 1967 (= Klassisch-philologische Studien. Band 34). Zugleich Philosophische Dissertation Bonn 1966.
- Plutarchs Schriften über die Heilung der Seele. Göttingen 1971 (Hypomnemata. Band 34).

Herausgeberschaft
- Schillers Werke. Nationalausgabe. Band XV-1: Uebersetzungen aus dem Griechischen und Lateinischen. Weimar 1993
- Friedrich Schiller, Werke und Briefe. Band IX: Uebersetzungen und Buehnenbearbeitungen. Frankfurt am Main 1995 (= Bibliothek deutscher Klassiker. Band 120).
- Plutarchi Chaeronensis Moralia. Recognovit Gregorius N. Bernardakis. Editionem maiorem curaverunt Panagiotes D. Bernardakis et H. G. Ingenkamp. 6s Bände. Athen 2008–2017.